# NGC 815
NGC 815 (другое обозначение — PGC 906183) — галактика в созвездии Кит.
Этот объект входит в число перечисленных в оригинальной редакции «Нового общего каталога».
На координатах, указанных Стоуном, не было никакой галактики, поэтому NGC 815 долгое время считалась «потерянной» или ошибочно идентифицировалась (последний раз с галактикой PGC 7798). Но зарисовки Стоуна безошибочно отождествляют NGC 815 c PGC 906183.